# Teofil Szopa
Teofil Szopa (ur. 3 sierpnia 1884 – zm. 28 sierpnia 1929 w Wilnie) – polski inżynier technolog, polityk.

## Życie
Ukończył gimnazjum w Olkuszu a następnie Instytut Technologiczny w Petersburgu (1911). Podczas nauki szkolnej a następnie w Petersburgu utrzymywał się z dawania korepetycji. W okresie studiów aktywny członek Związku Młodzieży Polskiej (Zet) oraz  Zjednoczenia Młodzieży Narodowej im. Adama Mickiewicza w Petersburgu.  
Po studiach osiadł w Wilnie gdzie początkowo był kierownikiem Biura Technicznego inż. Mariana Lutosławskiego. Od 1913 kierował pracami budowy Kościoła Najświętszego Serca Pana Jezusa w Wilnie, według projektu Antoniego Wiwulskiego a od początku 1914 był zaangażowany w budowę na Wileńszczyźnie fortów wojskowych. Następnie wraz z Kazimierzem Zimermanem prowadził Biuro Techniczno-Budowlane w Wilnie (1914-1929) - które w 1916 wzniosło żelbetonowy pomnik Trzech Krzyży. Będąc pod wpływem idei głoszonych przez Johanna Heinricha Hundta i Kajetana Krassowskiego był rzecznikiem odbudowy wsi litewskiej po I wojnie światowej przy wykorzystaniu tradycyjnych technologii bazujących na glinie i drzewie. Swoje poglądy na ten temat wyłożył w artykule opublikowanym w "Kalendarzu Ostrobramskim" z 1917 - w której uzupełnił metodę Kajetana Krassowskiego o system pionowych kanałów, które wspomagały wysychanie dość grubych (70 cm) ścian, a gdy zostały połączone z kanałami komina, stale przesuszały ściany, konserwowały je i utrzymywały we właściwym stanie. Tym samym stał się  jednym z twórców i propagatorów specyficznego rodzaju budownictwa z gliny i chrustu, zwanego drzewogliną. W latach I wojny światowej kierował wileńskim skautingiem. W 1916 należał do założycieli i działaczy Polskiego Związku Niepodległościowego Litwy. 
U zarania II Rzeczypospolitej w grudniu 1918 był współtwórcą Polskiego Zjednoczenia Ludowego. Działacz i członek Komisji Organizacyjnej Komisji Organizacyjnej Straży Kresowej oraz kierownikiem jej wileńskiej ekspozytury(1919). Po zajęciu Litwy Środkowej przez wojska gen. Żeligowskiego (bunt Żeligowskiego), 9 października 1920 był jednym z sygnatariuszy odezwy "Do ludności Litwy Środkowej", którzy jako członkowie Tymczasowej Komisji Rządzącej podpisali ją obok generała (Szopa zasiadł w TKR jako przedstawiciel Straży Kresowej). W strukturze Tymczasowej Komisji Rządzącej 12 października 1920 Teofil Szopa został mianowany przez Naczelnego dowódcę Wojsk Litwy Środkowej gen. Lucjana Żeligowskiego na stanowisko Dyrektora Departamentu Przemysłu Handlu i Odbudowy oraz tymczasowo na funkcję dyrektora Departamentu Skarbu. Jako członek Tymczasowej Komisji Rządzącej stał konsekwentnie na stanowisku bezwzględnej konieczności inkorporacji Wilna i całej Litwy do Polski. Następnie w latach 1922-1929 skoncentrował się na działalności swego biura w Wilnie. Jego firma m.in. wykonała w latach 1926-1928 budynek Szkoły Powszechnej nr 7 im. Gabriela Narutowicza.
Pochowany na cmentarzu na Antokolu w Wilnie. 

## Życie prywatne
Syn chłopa spod Olkusza Mikołaja i Barbary. Ożenił się z Ireną z Bergerów. Jego córką była malarka Barbara Houwalt (1911-2005).